# Gnathia margaritarum
Gnathia margaritarum är en kräftdjursart som beskrevs av Théodore Monod 1926. Gnathia margaritarum ingår i släktet Gnathia och familjen Gnathiidae. Inga underarter finns listade i Catalogue of Life.